# Björndödarorden
Björndödarorden (lettiska: Lāčplēša Kara ordenis) är en lettisk orden instiftad 1919 som Lettlands högsta militära utmärkelse. Orden instiftades på initiativ av befälhavaren för lettiska armén, under det lettiska frihetskriget, Jānis Balodis. Björndödarorden delas ut i första, andra och tredje klass. Den uppkallades efter det lettiska nationalhjälten Lāčplēsis. Som ung man dödade Lāčplēsis en björn med sina bara händer och därmed kallas orden Björndödarorden.
Orden avskaffades under sovjetiska ockupationen men skaffades inte åter efter Lettland blev självständig igen år 1991. Sammanlagt nämndes mer än 2000 personer till orden. Tre av dessa var kvinnor: Elza Žiglevica, Līna Čanka och Valija Vesčūnas-Jansone.
Orden delas i tre klasser men endast under krigstiden.
- ordens band

Bara 11 personer nämndes till ordens första klass:
- Jānis Balodis
- Krišjānis Berķis
- Fridrihs Briedis
- Oskars Kalpaks
- Johan Laidoner
- Józef Piłsudski
- Ferdinand Foch
- Genera Eugene J’neuner
- Viktor Emanuel III
- Benito Mussolini
- Albert I